# Embalse de Chardara
El embalse de Chardara, también conocido como embalse de Chardarin o de Shardara, se encuentra en el río Sir Daria, en el distrito de Shardara, en Kazajistán Meridional. Fue construido entre 1964 y 1968 con el propósito principal de la irrigación, mediante el canal de Kyzyl Kum. Más tarde se añadió la central hidroeléctrica de Shardarinsk.
La presa principal y la central hidroeléctrica se encuentran en el norte, junto a la ciudad de Shardara. Al sudoeste se ha construido otra represa, de materiales sueltos de unos 2 km de longitud, que separa el embalse del lago de Aydarkul, también llamado embalse de Arnasay, en la provincia de Arnasasy, en Uzbekistán, separado por una presa similar del gran lago Aidar, en el país vecino.
Las zonas de regadío más importantes se encuentran al norte, a lo largo del río Sir Daria, y al sur, junto a Uzbekistán, en torno a la ciudad de Zhetisay, en el distrito de Maktaaral. Para regar este distrito, el agua se extrae mediante un canal cercano a la desembocadura del Sir Daria, al sudeste del embalse. El río entra en el pantano después de atravesar Uzbekistán procedente de Tayikistán, donde se halla el embalse de Kayrakum.

## Las presas
La presa de Chardara, al norte del embalse, es de materiales sueltos, tiene 28,5 m de altura y 5,3 km de longitud, con una anchura en la cresta de 12,6 m. En el kilómetro uno, contando desde el extremo occidental, se encuentra el aliviadero (con una capacidad de 200 m³/s) que da salida al canal de Kyzyl Kum, que sigue hacia el norte, paralelo al Sir Daria. En el extremo oriental de esta presa se encuentra la central hidroeléctrica que da salida al río. La presa de la central consta de cuatro aliviaderos con compuertas de 6 m de altura y 5,5 m de anchura. Cada una posee una turbina con un caudal que oscila entre 550−800 m³/s, según el nivel del pantano. En conjunto producen 100 MW de potencia.
La presa de Arnasay, de materiales sueltos compactados, tiene 10,4 m de altura y 2020 m de longitud, con una anchura en la cresta de 16,5 m. Además, se han construido un total de 18,5 km de diques de unos 5 m de altura en todo el embalse. El aliviadero de esta presa tiene una capacidad de 2160 m³/s.

## El proyecto mar de Aral
El proyecto Cuenca del Mar de Aral estudia los efectos de diez embalses relacionados con la reducción del mar de Aral que forman parte de las cuencas de los ríos Sir Daria y Amu Daria. Los embalses son Chardara y Bugun en Kazajistán,  Uchkurgan y  Toktogul en Kirguistán,  Kayrakum y  Nurek en Tayikistán,  Kopetdag y  Khauzkhan en Turkmenistán, y  Akhangarán y  Chimkurgan en Uzbekistán.
En 2004, la presa de Chardara estuvo a punto de romperse por una afluencia masiva de agua desde el embalse de Toktogul, en el río Naryn, en Kirguistán.